# Махса Амини
Махса Амини (на персийски: مهسا امینی), известна и като Джина Амини, е 22-годишна иранка, която умира на 16 септември 2022 г. при подозрителни обстоятелства в болница в Техеран, Иран. Guidance Patrol, религиозната нравствена полиция на иранското правителство, арестува Амини за това, че уж не е носила хиджаб в съответствие с правителствените стандарти. Командването на правоприлагащите органи на Ислямска република Иран заявява, че тя е получила сърдечен удар в полицейски участък, припаднала е и е изпаднала в кома, преди да бъде прехвърлена в болница. Очевидци, включително жени, които са били задържани заедно с Амини, съобщават, че тя всъщност е била жестоко пребита и че е починала в резултат на полицейско насилие, което е отречено от иранските власти. Твърденията за полицейска бруталност, в допълнение към изтеклите медицински скенери, карат някои наблюдатели да смятат, че Амини е получила мозъчен кръвоизлив или инсулт вследствие на наранявания на главата, получени след ареста.
Смъртта на Амини довежда до поредица от протести, описани от CNN като по-широкомащабни от протестите през 2009 г., 2017 г. и 2019 г., а от The New York Times - като най-мащабните ирански протести поне от 2009 г. насам. Мнозина демонстрантки свалят хиджабите си или публично отрязват косите си в знак на протест. Iran Human Rights съобщава, че до декември 2022 г. най-малко 476 души са били убити от силите за сигурност при нападения срещу протести в цялата страна. Amnesty International съобщава, че в някои случаи иранските сили за сигурност са стреляли по групи с бойни патрони, а в други случаи са убивали протестиращи, като са ги пребивали с бухалки. 

## Контекст за събитията
Малко след Иранската революция от 1979 г. Иран въвежда задължителен дрескод за жените в съответствие със своето тълкуване на ислямските стандарти. На 7 март, по-малко от месец след революцията, наскоро назначеният за върховен лидер Хомейни постановява хиджабът (ислямска забрадка) да бъде задължителен за всички жени на работното им място. Освен това той постановява, че на жените вече няма да се позволява да влизат в нито едно държавно учреждение без хиджаб, тъй като без него те ще бъдат "голи". Той казва, че жените могат да избират всякакъв вид облекло, което им харесва, стига то да ги покрива добре и да имат хиджаб. Неговият наследник Али Хаменей твърди, че хиджабът изобщо не пречи на социалните, политическите или академичните дейности.
След революцията се съобщава за насилие и тормоз над жени, които не носят хиджаб в съответствие с иранските правителствени стандарти, било то от служители на правоприлагащите органи или от проправителствени отмъстители. От 1980 г. жените не могат да влизат в правителствени или обществени сгради или да посещават работното си място без хиджаб. През 1983 г. задължителното носене на хиджаб на публични места е въведено в Наказателния кодекс, като се посочва, че "жените, които се появяват на публични места без религиозен хиджаб, ще бъдат осъдени на бичуване с камшик до 74 удара". На практика обаче редица жени, като Саба Корд Афшари и Ясаман Аряни, са осъдени на тежко лишаване от свобода.
През 2010-те и 2020-те години облеклото в иранското общество претърпява значителни промени и особено младите жени започват да се отнасят по-либерално към правилата за хиджаб. Това кара Guidance patrol, иранската нравствена полиция, да започва периодични кампании за устно назидание или насилствено арестуване и "превъзпитаване" на жени, които според тях носят хиджаб неправилно. При рутинни обстоятелства задържаните се отвеждат в център, където се инструктират отново за правилата за обличане, след което се карат да подпишат декларация, че ще спазват тези правила, и след това им се разрешава да напуснат със семейството си. 
Протестите срещу задължителния хиджаб са често срещани от 1979 г. насам. Един от най-големите протести се провежда между 8 и 14 март 1979 г., започвайки на Международния ден на жената, ден след като правилата за хиджаб са въведени от Ислямската република. Протестите срещу задължителните правила за хиджаб продължават, като например по време на протестите през 2019-2020 г., когато протестиращите нападат микробус на "Guidance Patrol" и освобождават две задържани жени.
През 2020 г. двама представители на иранския правителствен ръководител Али Хаменей поотделно заявяват, че неправилно забулените жени трябва да бъдат накарани да се чувстват "в опасност". По-късно представителите дават заден ход и заявяват, че коментарите им са били неправилно разбрани. Независимо проучване, проведено през същата година, показва, че сред населението 58% от иранците не вярват в хиджаба изобщо, а 72% са против задължителните правила за носене на хиджаб. Само 15% настояват за законово задължение за носенето му на обществени места. 

### Махса Амини
Махса Амини е родена на 21 септември 2000 г. в кюрдско семейство в Сакез, провинция Кюрдистан, в северозападен Иран. Махса е официалното ѝ персийско име, но кюрдското ѝ име е Джина и това е името, което семейството ѝ използва. Баща ѝ е служител в правителствена организация, а майка ѝ е домакиня. Учи в момичешката гимназия "Талегани" в Сакез, която завършва през 2018 г. Към момента на смъртта си Амини току-що е била приета в университет, стремяща се да стане юристка.
Братовчедът на Амини, ляв политически активист, принадлежащ към партията "Комала" и боец от "Пешмерга", живеещ в самоизгнание в Иракски Кюрдистан, е първият член на семейството на Амини, който говори пред медиите след смъртта ѝ. Той опровергава твърденията на иранското правителство, че Амини е участвала в каквато и да е политика. Вместо това Амини е описана като "срамежлива, сдържана жителка" на родния си град, която е избягвала политиката, никога не е била политически активна като тийнейджърка и не е била активистка. Семейството на Амини я описва като човек, който не е имал предишни здравословни проблеми, и че е била здрава 22-годишна, което е в контраст с твърденията на иранското правителство, че е имала предишни здравословни проблеми. 

## Обстоятелства на смъртта
Амини пристига в Техеран, за да посети брат си, и на 13 септември 2022 г. е арестувана от "Guidance Patrol" на входа на магистрала "Шахид Хагани" в Техеран, докато е в компанията на семейството си. След това е прехвърлена в ареста на "Морална сигурност". На брат ѝ, който е бил с нея, когато е била арестувана, е казано, че ще бъде отведена в центъра за задържане, за да премине през "инструктаж", и освободена час по-късно. По-късно брат ѝ е информиран, че сестра му е получила сърдечен удар и мозъчен припадък в полицейския участък, в който е била отведена. Два часа след ареста ѝ тя е откарана в болницата в Касра.
Според братовчедката на Амини, тя е била измъчвана и обиждана във фургона, на което са станали свидетели нейните съкилийници. След като е пристигнала в полицейския участък, тя е започнала да губи зрение и припаднала. Пристигането на линейката отнема 30 минути, а транспортирането ѝ до болницата в Касра -  час и половина. 
В продължение на два дни Амини е в кома в болница "Касра" в Техеран. На 16 септември журналистът Нилуфар Хамеди (по-късно арестуван) разгласява историята за нейната кома, като публикува в Twitter снимка на бащата и бабата на Амини, които плачат и са прегърнати в болничния коридор. По-късно същия ден Амини умира в интензивното отделение.

### Последствия
Според BBC очевидци твърдят, че Амини е била бита от полицията малко след ареста ѝ, докато е била в полицейския микробус. Към 17 септември иранската полиция отрича твърденията за побой и твърди, че тя е "получила внезапна сърдечна недостатъчност".
Клиниката, в която е лекувана Амини, публикува изявление в Инстаграм, в което се казва, че тя вече е била в мозъчна смърт, когато е била приета около 13 септември. До 19 септември публикацията е изтрита.
На 17 септември началникът на полицията в Техеран заявява, че причините за ареста на Амини са неправилно носене на хиджаб и носене на тесни панталони.
Към 19 септември полицията публикува записи от камери за видеонаблюдение, на които се вижда как жена, която те идентифицират като Амини, разговаря с длъжностно лице. На кадрите служителят хваща дрехите на Амини, а Амини държи главата си с ръце и припада. Бащата на Амини отхвърля кадрите като "редактирана версия" на събитията.
На публикуваните снимки от болницата се вижда, че Махса Амини кърви от ухото и има синини под очите. В писмо от 18 септември доктор Хосейн Карампур (висш медицински служител в провинция Хормозган) посочва, че тези симптоми "не отговарят на причините, посочени от някои власти, които обявиха, че причината е инфаркт... (вместо това те съответстват на) травма на главата и последвалото кървене", Това се потвърждава и от предполагаеми медицински сканирания на черепа ѝ, изтекли от хактивисти, които показват счупване на костите, кръвоизлив и оток на мозъка.

## Протести
На 16 септември 2022 г. в Техеран започват серия от протести и граждански вълнения срещу правителството на Иран като реакция на смъртта на Амини, настъпила същия ден след полицейско задържане, след като тя е арестувана от патрула за ориентиране за носене на "неподходящ" хиджаб - в нарушение на иранския закон за задължителния хиджаб - по време на посещение в Техеран от Сакез. Според очевидци Амини е била жестоко пребита от служителите на Guidance Patrol - твърдение, което се отрича от иранските власти.
Протестите започват часове след смъртта на Амини, като започват в болницата в Техеран, където тя е била лекувана, и бързо се разпространяват в други части на страната, първо в родния град на Амини - Сакез, а след това в други градове в провинция Кюрдистан, включително Санандадж, Дивандарех, Банех и Биджар. В отговор на тези демонстрации, от около 19 септември иранското правителство въвежда регионални прекъсвания на достъпа до интернет. С разрастването на протестите е наложено широко разпространено спиране на достъпа до интернет, както и ограничения върху социалните медии в цялата страна. В отговор на протестите в няколко града в Иран се провеждат демонстрации в подкрепа на правителството, които се опитват да противодействат на протестите. Иранското правителство определя тези контрапротести като "спонтанни". Проправителствените протестиращи призовават антиправителствените протестиращи да бъдат екзекутирани и ги наричат "войници на Израел", като същевременно крещят "Смърт на Америка" и "Смърт на Израел", отразявайки обичайния наратив на иранските духовни управници да прехвърлят вината за размириците върху чужди държави. На 3 октомври, в първото си изявление след началото на протестите, върховният лидер Аятолах Али Хаменей отхвърля широко разпространените вълнения като "бунтове" и също така се опита да ги обвини за чуждестранен заговор.
По данни на организацията "Права на човека в Иран" към 8 октомври 2022 г. най-малко 185 души са били убити в резултат на намесата на правителството в протестите, включваща сълзотворен газ и бойни патрони, което прави протестите най-смъртоносните след протестите от 2019-2020 г., довели до повече от 1500 жертви. 

### В социалните мрежи
Пребиването и смъртта на Амини предизвикват широк гняв в социалните мрежи. Хаштагът #MahsaAmini се превръща в един от най-често повтаряните хаштагове в персийския Twitter. Броят на туитовете и ретуитовете на тези хаштагове надхвърля 80 милиона. Някои ирански жени публикуват в социалните мрежи видеоклипове, на които режат косите си в знак на протест. На 21 септември е съобщено, че иранското правителство е блокирало достъпа до интернет в Instagram и WhatsApp и е прекъснало интернет услугите в Кюрдистан и други части на Иран в опит да заглуши вълненията. Към 24 септември хаштагът #Mahsa_Amini и неговият еквивалент на персийски език чупят рекорда в Twitter с над 80 милиона туита.

## Наследство
През 2023 г. Амини получава посмъртно наградата „Сахаров“, връчвана от Европейския парламент за принос в областта на правата на човека.